# Дніпровська Академія музики
Дніпровська академія музики — комунальний вищий навчальний заклад Дніпропетровської обласної ради, розташований у м. Дніпро. Нині навчальний заклад суміщає в собі академію, училище та центральну музичну школу.

## Історія

### До 1901 року
Перша спроба створити у Катеринославі музичний навчальний заклад була здійснена ще наприкінці XVIII століття. За ідеєю Григорія Потьомкіна та згідно з наказом Катерини II 1784 року в новому місті було заплановано відкриття університету з Академією мистецтв і музики при ньому. Очолити цей заклад запропонували Максиму Березовському, а майбутній оркестр - Івану Хандошці. Створений заклад функціонував у Катеринославі в 1786- на початку 1787 року, після чого був переведений до Кременчука, де функціонував за наявними відомостями до 1792 року.
У червні 1898 року головна за підтримки губернатора Петра Святополка-Мирського у місті відкрито Катеринославське відділення ІРМТ з музичними класами при ньому, в яких початково навчались 62 учні: по класу фортепіано — 34, скрипки — 22, співу — 5, віолончелі — 1. Директором музичних класів був призначений Дмитро Петрович Губарєв. Викладачами музичних класів були випускники Санкт-Петербурзької консерваторії:
- Д. П. Губарєв — по класу співу і віолончелі; * М. М. Лівен — викладач теорії музики, сольфеджіо, гармонії;
- А. Діамант і Е. До. Ейзенберг — викладачі по класу фортепіано;
- І. Солнишкін — викладач по класу скрипки.

Навчання було платним. Річна плата становила 100 рублів.

### Музичне училище
У 1901 року музичні класи було реорганізовані в музичне училище з науковими класами. В ньому навчалося 135 учнів за класами: фортепіано, спів, скрипка, віолончель, контрабас, кларнет і труба. Був відкритий клас ансамблю. Оперна студія училища під керівництвом викладача оперного класу Д. Іванова компенсувала відсутність постійної оперної трупи в Катеринославі.
Динаміка зростання контингенту учнів училища свідчить про великий інтерес і попит на музичну освіту серед жителів Катеринославщини. Станом на 1917 рік кількість учнів становила майже 1000 осіб. Училище давало можливість оволодіти практично всіма музичними інструментами, lo роботи в училищі запрошували відомих музикантів Росії і Європи, випускників Петербурзької, Московської, Празької, Пармської, Лейпцизької і Віденської консерваторій.
1919 року на базі училища створено консерваторію, директором якої з 1920 по 1922 роки був Михайло Михайлович Енгель-Крон.
1923 року, у зв'язку з реорганізацією навчальних закладів країни, в тому числі і України, Катеринославська консерваторія була перетворена на музично-театральний технікум зі статусом вищого навчального закладу. З 1924 по 1926 роки обов'язки директора музичного технікуму виконувала М. Ю. Гейман. У 1930-ті роки директором був призначений П. С. Бочаров.
1930 року технікум втрачає статус вищого навчального закладу, а 1937 року реорганізується в музичне училище з правами середнього спеціального навчального закладу.
1940—1973 року училище очолював талановитий організатор, музикант, піаніст Михайло Львович Оберман.
Під час німецько-радянської війни училище було евакуйоване в місто Тобольськ Омської області (нині — Тюменська область), де продовжувало свою навчальну та творчу роботу. У 1943 року, коли Дніпропетровськ було відвойовано, колектив училища повернувся в рідне місто.
21 грудня 1948 року, з нагоди відзначенням 50-річчя училища, Рада міністрів УРСР прийняла постанову № 2994 про присвоєння училищу імені Михайла Глінки, який однак, не мав стосунку до цього навчального закладу.
У повоєнні часи училище активно розбудовується. Відкриваються нові відділи: народних інструментів, хорового диригування, теорія музики.
Колектив училища докладає багато зусиль до розвитку системи музичної освіти області.

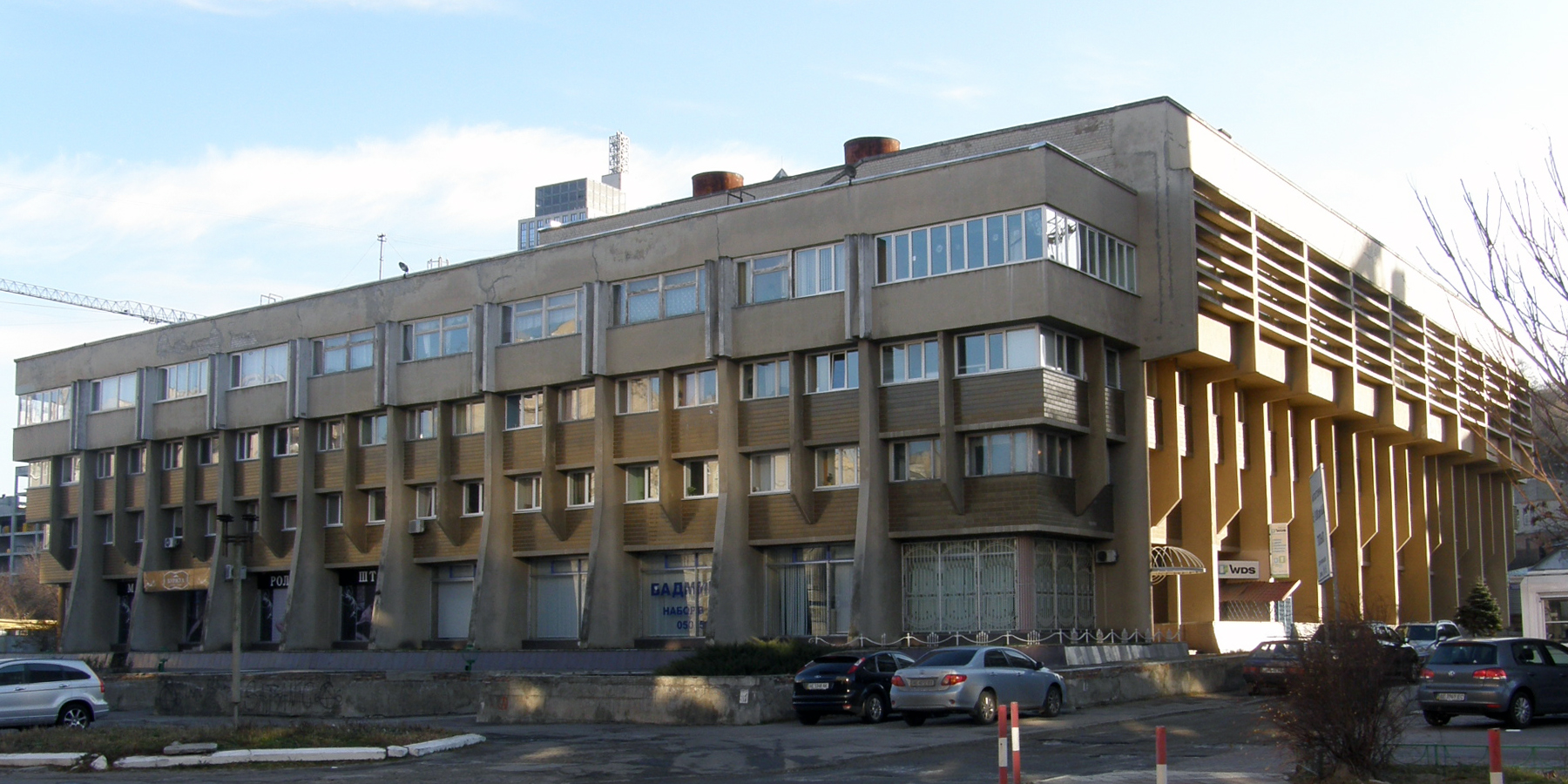
Дніпровська консерваторія, що побудована у 1988 році

З 1973 по 1992 роки директором училища є музикознавець Людмила Іванівна Царегородцева. У цей період відкрито нову будівлю училища по вулиці Ливарній, 10, яке будувалося за спеціальним проєктом, з урахуванням особливостей навчального закладу.
1992—2003 року училище очолював Заслужений діяч мистецтв України, диригент Микола Шпак.
У 2004 році директором училища призначений заслужений діяч мистецтв України, піаніст Юрій Михайлович Новіков.

### Консерваторія
Відповідно з рішенням Дніпропетровської обласної ради № 775-33/IV від 22 березня 2006 року Дніпропетровське обласне музичне училище імені М. І. Глінки перейменовано в Дніпропетровську консерваторію імені Михайла Глінки. Ректором консерваторії був призначений заслужений діяч мистецтв України Ю. М. Новіков.
У 2016 році керівництво закладу звернулося із клопотанням про перейменування консерваторії на академію, проте із збереженням прикметника «Дніпропетровська», що й було здійснено.
28 липня 2023 року на сесії депутатів обласної ради ухвалено проєкт рішення про перейменування Дніпропетровської академії музики імені Михайла Глінки на Дніпровську академію музики.
У травні 2025 року новим ректором Дніпровської академії музики призначений Віталій Карась.

## Нагороди та рейтинги
- У жовтні 2024 року, Державна служба якості освіти, як центральний орган виконавчої влади України, що реалізує державну політику у сфері освіти, зокрема з питань забезпечення якості освіти, оприлюднив оновлений рейтинг вищих навчальних закладів, які мають високий ступінь ризику. До переліку з високим ступенем ризику увійшла, зокрема, й Дніпровська академія музики Дніпропетровської обласної ради[4][5][6].